# Wereldkampioenschappen wielrennen 1958
De wereldkampioenschappen wielrennen 1958 op de weg werden gehouden op 30 en 31 augustus in Reims. Het parcours liep gedeeltelijk over het circuit van Reims-Gueux.
Voor het eerst stond er een wereldkampioenschap voor vrouwen op het programma. De wedstrijd, op zaterdag 30 augustus, werd gewonnen door Elsy Jacobs uit Luxemburg met bijna drie minuten voorsprong. Er waren 29 deelneemsters. De wereldtitel bij de amateurs, die ook op zaterdag reden, was voor de Oost-Duitser Gustav-Adolf Schur. Hij is de eerste Duitser die wereldkampioen werd bij de amateurs.
De wegwedstrijd bij de beroepsrenners op zondag kreeg een verrassend verloop. Na reeds 25 kilometer ontsnapte Louison Bobet samen met de Italiaan Gastone Nencini en de Nederlander Gerrit Voorting.  Ercole Baldini sloot even later bij hen aan. Deze "ogenschijnlijk onschuldige aanval" zou achteraf de beslissende blijken. De vier hadden halfweg zes minuten voorsprong en de tegenaanvallen van de Belgische ploeg met Rik Van Steenbergen en Rik Van Looy als kopmannen, werden door de ploegmaats van de koplopers gecounterd. Voorting kon het tempo vooraan uiteindelijk niet meer aan en moest opgeven. Baldini demarreerde in de twaalfde ronde en reed alleen naar de overwinning. Nencini gaf ook op. Bobet werd nog tweede op ruim twee minuten van Baldini. André Darrigade won de spurt van een eerste achtervolgende groep.

## Uitslagen

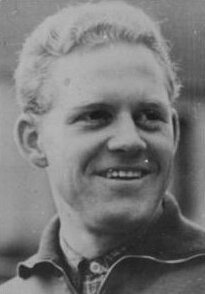
Gustav-Adolf Schur, wereldkampioen bij de amateurs

### Beroepsrenners
Datum: 31 augustus. Afstand: 276 kilometer (14 ronden).
| Plaats | Renner               | Land           | Tijd     |
| ------ | -------------------- | -------------- | -------- |
| 1      | Ercole Baldini       | Italië         | 7u29'32" |
| 2      | Louison Bobet        | Frankrijk      | +2'09"   |
| 3      | André Darrigade      | Frankrijk      | +3'47"   |
| 4      | Vito Favero          | Italië         | z.t.     |
| 5      | Jean Forestier       | Frankrijk      | z.t.     |
| 6      | Valentin Huot        | Frankrijk      | z.t.     |
| 7      | Hans Junkermann      | West-Duitsland | z.t.     |
| 8      | Martin van der Borgh | Nederland      | +4'25"   |
| 9      | Frans Aerenhouts     | België         | +4'40"   |
| 10     | Klaus Bugdahl        | West-Duitsland | z.t.     |

### Amateurs
Datum: 30 augustus. Afstand: 177,9 km (9 ronden).
| Plaats | Renner             | Land   | Tijd     |
| ------ | ------------------ | ------ | -------- |
| 1      | Gustav-Adolf Schur | DDR    | 4u53'19" |
| 2      | Valère Paulissen   | België | z.t.     |
| 3      | Henri De Wolf      | België | z.t.     |

### Dames

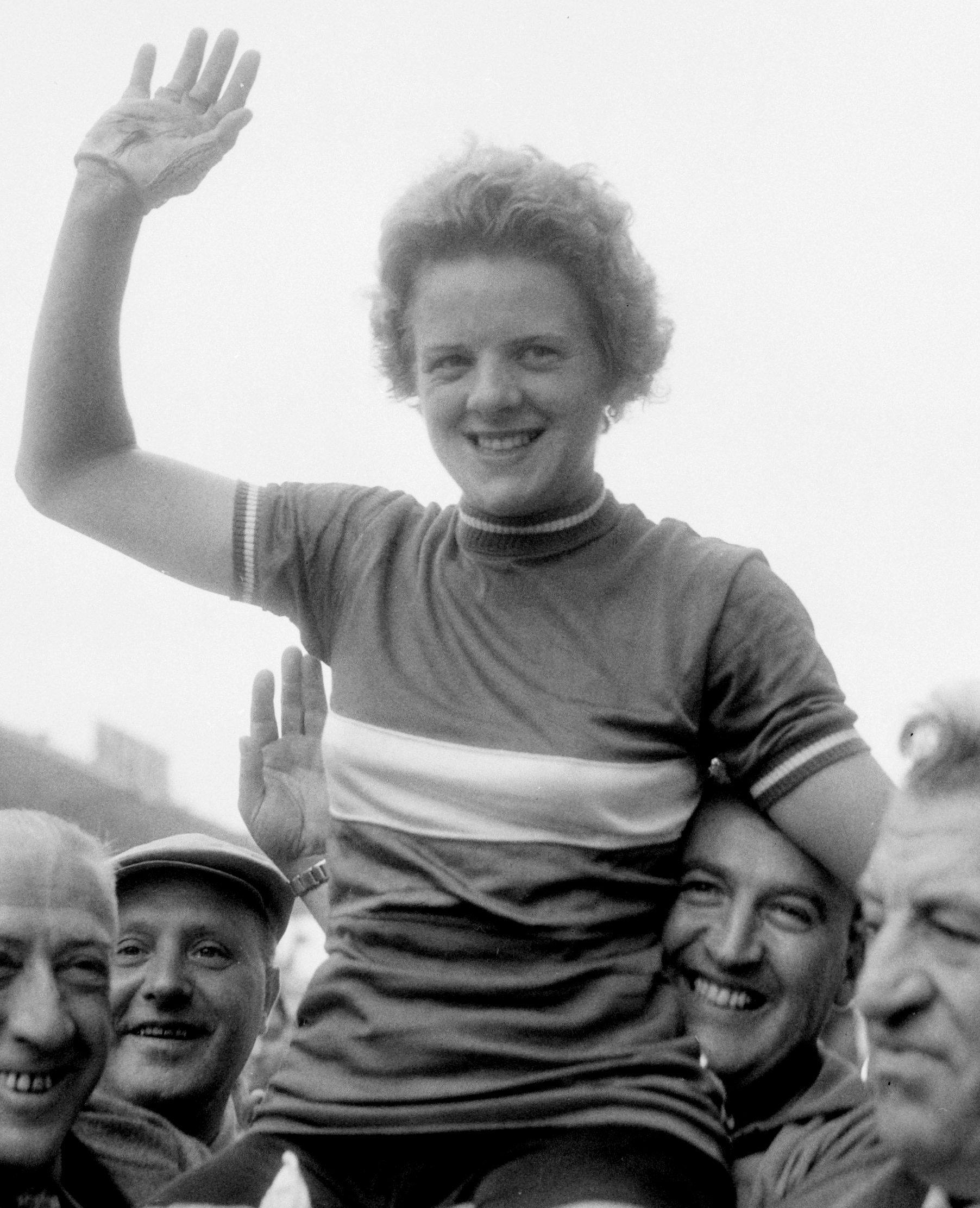
Elsy Jacobs in 1958

Datum: 30 augustus. Afstand: 59 km (3 ronden).
| Plaats | Renner              | Land                | Tijd     |
| ------ | ------------------- | ------------------- | -------- |
| 1      | Elsy Jacobs         | Luxemburg           | 1u50'05" |
| 2      | Tamara Novikova     | Sovjet-Unie         | +2'51"   |
| 3      | Mariya Loukchina    | Sovjet-Unie         | z.t.     |
| 4      | Victoire Van Nuffel | België              | z.t.     |
| 5      | Joan Poole          | Verenigd Koninkrijk | z.t.     |
| 6      | Vera Gorbatcheva    | Sovjet-Unie         | z.t.     |
| 7      | Barbara Harris      | Verenigd Koninkrijk | z.t.     |
| 8      | Liliane Cleiren     | België              | z.t.     |
| 9      | Nadia Germonpre     | België              | z.t.     |
| 10     | Renée Vissac        | Frankrijk           | z.t.     |

1921 · 
1922 · 
1923 · 
1924 · 
1925 · 
1926 · 
1927 · 
1928 · 
1929 · 
1930 · 
1931 · 
1932 · 
1933 · 
1934 · 
1935 · 
1936 · 
1937 · 
1938 · 
1946 · 
1947 · 
1948 · 
1949 · 
1950 · 
1951 · 
1952 · 
1953 · 
1954 · 
1955 · 
1956 · 
1957 · 
1958 · 
1959 · 
1960 · 
1961 · 
1962 · 
1963 · 
1964 · 
1965 · 
1966 · 
1967 · 
1968 · 
1969 · 
1970 · 
1971 · 
1972 · 
1973 · 
1974 · 
1975 · 
1976 · 
1977 · 
1978 · 
1979 · 
1980 · 
1981 · 
1982 · 
1983 · 
1984 · 
1985 · 
1986 · 
1987 · 
1988 · 
1989 · 
1990 · 
1991 · 
1992 · 
1993 · 
1994 · 
1995 · 
1996 · 
1997 · 
1998 · 
1999 · 
2000 · 
2001 · 
2002 · 
2003 · 
2004 · 
2005 · 
2006 · 
2007 · 
2008 · 
2009 ·
2010 · 
2011 · 
2012 · 
2013 · 
2014 · 
2015 · 
2016 · 
2017 · 
2018 · 
2019 · 
2020 ·
2021 ·
2022 ·
2023 ·
2024 ·
2025 ·
2026